# Craig McCaw
Craig McCaw, född 11 augusti 1949, är en amerikansk företagsledare och entreprenör.
Hans far Elroy McCaw grundade telekommunikationsföretaget McCaw Cellular och som såldes 1993 till AT&T, Inc. för 12,6 miljarder amerikanska dollar. På 1990-talet köpte han ett annat telekommunikationsföretag i Nextel Communications, även det företaget blev sålt och den här gången till Sprint Corporation för 35 miljarder dollar år 2005. Runt 2000-talet hade han också startat ett till företag med kopplingar till Nextel och det hette Nextel Partners, affärsidén var att tillhandahålla telekommunikation på landsbygden. Ett år efter fusionen mellan Sprint och Nextel, köpte det fusionerade företaget även Nextel Partners för 6,5 miljarder dollar.
Han avlade en kandidatexamen vid Stanford University.
Den amerikanska ekonomitidskriften Forbes rankade McCaw till att vara världens 1 514:e rikaste med en förmögenhet på två miljarder dollar för den 13 augusti 2022. Han är äldre bror till affärsmannen John McCaw Jr. som bland annat ägt sportlagen Vancouver Canucks (NHL) och Vancouver Grizzlies (NBA). McCaw är en hängiven republikan och är en betydande donator till partiet. Han har bland annat stött presidentkampanjer för George W. Bush, Jon Huntsman, John McCain och Mitt Romney. McCaw är gift med Susan McCaw som var amerikansk ambassadör till Österrike mellan 2005 och 2007. Han ägde motoryachten Tatoosh mellan 2000 och 2001, innan Paul Allen köpte den för 100 miljoner dollar.